# Centre 200
Le Centre 200 est une salle omnisports de 5 000 places située à Sydney dans l'île du Cap-Breton en Nouvelle-Écosse.
Elle est l'actuelle domicile des Screaming Eagles du Cap-Breton.